# شهرهای ایکس‌ایکس‌ال
سیتیز ایکس‌ایکس‌ال یک بازی شهرسازی برای رایانه شخصی است که توسط فوکوس هوم اینتراکتیو ساخته شده و دنباله‌ای برای بازی پیشین آن‌ها یعنی سیتیز ایکس‌ال پلاتینیوم به‌شمار می‌رود. این بازی به بازیکنان اجازه می‌دهد تا شهرهایی را طراحی کنند، بسازند و مدیریت کنند.

## گیم‌پلی

### منطقه‌بندی
بازی امکان تعیین سه نوع قطعه ساختمانی را فراهم می‌کند: مسکونی، تجاری و صنعتی. هر یک از این کاربری‌ها می‌توانند دارای تراکم متفاوتی باشند. قطعات مسکونی دارای چهار طبقه اجتماعی هستند: کارگران بی‌مهارت، کارگران ماهر، مدیران و نخبگان. پیش از تعیین کاربری قطعات ساختمانی، بازی از بازیکن می‌خواهد تا مشخص کند که چه طبقه اجتماعی‌ای می‌تواند در آن ساکن شود. طبقه اجتماعی انتخاب‌شده برای هر قطعه، توسط شبیه‌ساز تغییر نخواهد کرد.
برای ایجاد قطعات ساختمانی، بازیکنان می‌توانند با منطقه‌بندی بخشی از نقشه، منطقه‌ای را مشخص کنند که پس از تأیید، قطعات ساختمانی به‌صورت خودکار توسط بازی ایجاد می‌شوند. همچنین بازیکنان می‌توانند هر قطعه ساختمانی را به‌صورت جداگانه قرار دهند.

### حمل‌ونقل
سیتیز ایکس‌ایکس‌ال به بازیکنان اجازه می‌دهد تا شبکه‌ای از جاده‌ها با انواع مختلف و در زوایا و انحناهای گوناگون ایجاد کنند. وجود پل‌ها و تونل‌ها نیز در این شبیه‌ساز پیش‌بینی شده است. دیگر گزینه‌های حمل‌ونقل در بازی شامل اتوبوس‌ها، قطارها، کشتی‌ها و مترو است.

## بازخورد
| گردآورنده | امتیاز |
| --------- | ------ |
| متاکریتیک | ۴۷/۱۰۰ |

| ناشر          | امتیاز |
| ------------- | ------ |
| ۴پلیرز        | ۴۵٪    |
| Jeuxvideo.com | ۱۰/۲۰  |
| مری‌استیشن     | ۵/۱۰   |
| پی‌سی گیمز     | ۶۴٪    |
| پی‌سی‌گیمزان    | ۳/۱۰   |

بر پایهٔ وبگاه متاکریتیک، سیتیز ایکس‌ایکس‌ال «بازخوردهای عمدتاً منفی» دریافت کرد. بسیاری از نقدها به دلیل نبود محتوای جدید و پشتیبانی ضعیف از چندریسمانی ــ که یکی از ویژگی‌های تبلیغ‌شدهٔ بازی بود ــ منفی بودند.